# Alki
Alki (Alcidae) – rodzina ptaków z rzędu siewkowych (Charadriiformes). Obejmuje 24 gatunki obecnie żyjące oraz jeden wymarły. Obejmuje gatunki morskie zamieszkujące skaliste wybrzeża w strefie klimatów chłodnych i umiarkowanych półkuli północnej (chociaż niektóre gatunki zapuszczają się nawet do Zatoki Kalifornijskiej). Kanadyjski ornitolog, Anthony Gaston, zasugerował, że większość gatunków trzyma się północnych wód przez wzgląd na obecne w tropikach rekiny.

## Systematyka
Do rodziny należą dwie podrodziny:
- Aethiinae J.A. Allen et al., 1908 – nurniczki
- Alcinae Leach, 1820 – alki

## Charakterystyka
Ptaki te dorastają do 15–40 cm długości ciała, choć wymarła alka olbrzymia (Pinguinus impennis) osiągała nawet 75 cm. Mają krępy tułów, sporą głowę z mocno zbudowanym dziobem, a także krótkie skrzydła i nogi zakończone błoną pławną. Ich upierzenie jest czarno-białe.
Ptaki te charakteryzują się następującymi cechami:
- nogi o trzech palcach spiętych błoną pławną, tylny palec uwsteczniony
- brak wyraźnego dymorfizmu płciowego, pojawia się dymorfizm wiekowy i sezonowy
- bardzo dobrze pływają i nurkują; wiosłują zarówno nogami, jak i skrzydłami (podobnie jak pingwiny). Długie nurkowanie zapewnia ciężki szkielet z mniejszą liczbą komór powietrznych. Przed podwyższonym ciśnieniem wody zabezpiecza wydłużony, szeroki mostek i klatka piersiowa
- latają raczej słabo, chodzą zwykle niezgrabnie (alka olbrzymia była nielotem[3]) i mają krótkie sterówki oraz skrzydła, które służą pod wodą jak napęd, a nie do sterowania. Wiosłują nimi 15–20 ruchów na minutę[6]
- dobrze rozwinięty gruczoł kuprowy, którego wydzieliną namaszczają pióra
- pierzą się 2 razy rocznie, przez co mają upierzenie zimowe i godowe. Pozbywają się wtedy wszystkich lotek naraz i jako nieloty pływają na wodzie
- gruczoł nosowy wydziela sól ze względu na duże zasolenie, w jakim przebywają
- gniazdo zazwyczaj wprost na skałach, w norze lub zagłębieniu. Przebywają wtedy w licznych koloniach, które mogą sięgać milionów osobników, pokrywając zbocza i nabrzeżne skały
- zazwyczaj 1–2 jaja w lęgu
- pisklęta pokryte gęstym puchem, półgniazdowniki. Rosną szybko, potrafią wskakiwać do morza prosto ze skał. Inaczej jest z pisklętami karmionymi w norach, które przebywają tam, nim nauczą się latać
- żywią się przede wszystkim rybami i bezkręgowcami morskimi